# Andrei Neagoe
Andrei Neagoe (n. 24 aprilie 1987, Pitești, România) este un fotbalist român, care joacă pe post de mijlocaș la Afumați în Liga a II-a.